# Йохан Франц Шенк фон Щауфенберг
Йохан Франц Шенк фон Щауфенберг (на немски: Johann Franz Schenk von Stauffenberg; * 18 февруари 1658, Лаутлинген, днес част от Албщат; † 12 юни 1740, Мескирх) e благородник от род Шенк фон Щауфенберг при Хехинген в Баден-Вюртемберг, княжески епископ на Констанц (1704 – 1740) и Аугсбург (1737 – 1740).

## Живот
Той е четвъртият син от петте сина на Волфганг Фридрих/Йохан Волфганг (Волф) Фридрих Шенк фон Щауфенберг (* 1612/1613; † 19 октомври 1676, Лаутлинген) и съпругата му Анна Барбара фон Вернау (* 1632; † 15 юли 1681, Лаутлинген), дъщеря на Ханс Мартин фон Вернау и Мария Якобина фон Вайкс. Внук е на Вилхелм Шенк фон Щауфенберг (1573 – 1644) и Маргарета фон Щадион († сл. 1643), дъщеря на Волф Дитрих фон Щадион (1551 – 1607) и Барбара фон Щайн цум Рехтенщайн († сл. 1572). Брат е на фрайхер Йохан Вернер Шенк фон Щауфенберг (1654 – 1717), Йохан Вилхелм († 1726), Албрехт († 1728) и Йохан Фридрих Шенк фон Щауфенберг (1660 – 1720), генерал-фелдмаршал-лейтенант. Сестра му Мария Маргарета (1656 – 1698) е омъжена на 9 февруари 1680 г. за фрайхер Йохан Лудвиг Константин фон Улм, фрайхер в Ербах († 1719).
Неговите кръстници са княжеския епископ на Констанц, далечният му роднина Франц Йохан Фогт фон Алтзумерау и Прасберг (1611 – 1689) и абатисата на манастир Бухау, Мария Франциска фон Монфор (ок. 1660 – 1742, от 1693 абатеса на Бухау).
Йохан Франц завършва следването си през 1675 г. в Дилинген ан дер Донау. Родителите му умират през 1676 и 1681 г., когато той е на 23 години. Така той е под опекунството на двамата му чичовци Ханс Георг фон Вернау и Франц Вилхелм фон Щайн.
Император Леополд I от род Хабсбург издига на 20 януари 1698 г. петте братя с техните братовчеди в наследствен фрайхер. Тогава Йохан Франц е катедрален певец в Констанц.
Йохан Франц Шенк е избран на 21 юли 1704 г. на 46 години за епископ на Констанц. От 11 ноември 1704 г. той е свещеник, а на 26 януари 1705 г. е помазан за епископ на Констанц. От 26 април 1705 г. е епископ на Констанц.
На 20 август 1714 г. Йохан Франц е избран за коадютор на епископа на Аугсбург Александър Сигмунд фон дер Пфалц († 1737) и го последва като епископ на 24 януари 1737 г. на 78 години.
Йохан Франц Шенк фон Щауфенберг умира на 12 януари 1740 г. на 82 години в Мескирх като епископ на Констанц.
- Йохан Франц Шенк фон Щауфенберг като княжески епископ на Констанц
- Неговият епитаф в катедралата Констанц
- Гербът на род Шенк фон Щауфенберг